# 學生廣場

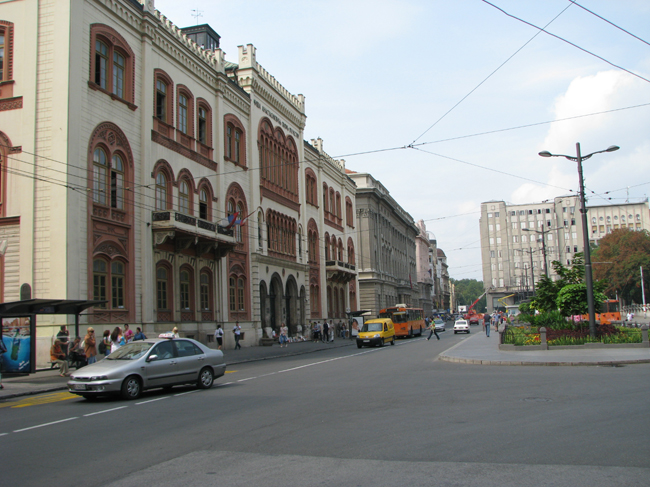

學生廣場 是塞爾維亞首都貝爾格勒市中心的廣場之一，位於貝爾格勒的舊格拉德區。學生廣場的附近有眾多教育機構和文化場所，包括貝爾格勒大學的多座學院以及貝爾格勒人類學博物館等。
44°49′08″N 20°27′27″E / 44.818918°N 20.457442°E